# 160P/LINEAR
160P/LINEAR는 목성족 주기 혜성으로, 2004년 7월 15일 링컨 근지구 소행성 연구(LINEAR)를 통해 발견되었으며, 이름 또한 발견 프로젝트의 이름을 땄다.
혜성 핵의 크기는 ~9 킬로미터 가량으로 추정된다.